# Tanytarsus brachyurus
Tanytarsus brachyurus är en tvåvingeart som beskrevs av Tokunaga 1964. Tanytarsus brachyurus ingår i släktet Tanytarsus och familjen fjädermyggor. Inga underarter finns listade i Catalogue of Life.